# (990) Yerkes
(990) Yerkes es un asteroide perteneciente al cinturón de asteroides, descubierto por Georges Achille van Biesbroeck desde el Observatorio Yerkes de Williams Bay, Estados Unidos, el 23 de noviembre de 1922.

## Designación y nombre
Yerkes fue designado inicialmente como 1922 MZ.
Más tarde se nombró por el Observatorio Yerkes, donde se hizo el descubrimiento.

## Características orbitales
Yerkes órbita a una distancia media de 2,671 ua del Sol, pudiendo acercarse hasta 2,097 ua y alejarse hasta 3,244 ua. Tiene una excentricidad de 0,2148 y una inclinación orbital de 8,779°. Emplea 1594 días en completar una órbita alrededor del Sol.